# Hartmannsdorf (bei Chemnitz)
Hartmannsdorf település Németországban, azon belül Szászország tartományban. Lakosainak száma 4435 fő (2023. december 31.).

## Népesség
A település népességének változása:
| Lakosok száma | 4416 | 4449 | 4374 | 4453 | 4435 |
|               | 2017 | 2019 | 2021 | 2022 | 2023 |